# Fata din Transilvania
Fata din Transilvania este un film românesc din 2011 regizat de Sabin Dorohoi. Rolurile principale au fost interpretate de actorii Maia Morgenster, Andreea Vasile, Orlando Petriceanu.

## Distribuție
Distribuția filmului este alcătuită din:
- Orlando Petriceanu — Andrei
- Andreea Vasile — Ileana
- Maia Morgenstern